# Classe Città (1962)
La classe Città fu composta da due navi in servizio per la società Tirrenia dal 1962 al 1987. Le unità, battezzate con i nomi Città di Napoli e Città di Nuoro, vennero costruite presso i Cantieri navali Navalmeccanica di Castellammare di Stabia nel 1961 e 1962.

## Contesto
Nel corso degli anni '50 la Tirrenia di Navigazione mise in servizio otto nuove unità merci-passeggeri, le cinque appartenenti alla Classe Regione, le gemelle Arborea e Caralis e la Torres. La domanda di trasporto interna, tuttavia, crebbe a ritmo sostenuto e richiese ben presto l'immissione in servizio di nuove unità, in particolare per espletare la tratta Civitavecchia - Olbia. Sfruttando gli sgravi fiscali alla cantieristica concessi dalla cosiddetta "Legge Tambroni" del 1954, nel 1959 la Tirrenia realizzò il progetto preliminare di due unità miste merci-passeggeri, assegnandone l'anno seguente il progetto di dettaglio e la realizzazione alla Navalmeccanica di Castellammare di Stabia.

## Caratteristiche
Le due unità potevano trasportare fino a un massimo di 1200 passeggeri ed erano caratterizzate da diverse novità rispetto alle navi messe fino a quel momento in servizio dalla Tirrenia. Una delle principali innovazioni fu l'abolizione della terza classe e dei relativi cameroni comuni; con l'intento di garantire al maggior numero possibile di passeggeri una sistemazione fissa durante il viaggio, furono introdotte delle sale poltrone di prima e seconda classe; proprio la presenza a bordo di un gran numero di poltrone reclinabili valse alle due unità il soprannome di "navi pullman". In totale, le navi disponevano di 103 cabine di prima classe (con un totale di 165 posti letto), 79 cabine di seconda classe (con 282 posti letto) e di ben 14 sale poltrone (due di "prima classe super", cinque di prima classe e sette di seconda classe) con un totale di 530 posti. Erano poi presenti, come di consueto, due cabine destinate a eventuali detenuti e ai carabinieri della scorta. L'arredamento delle sale pubbliche riservate alla prima classe fu progettato dal noto architetto Gustavo Pulitzer-Finali. Gli spazi comuni a disposizione dei passeggeri comprendevano un ristorante da 72 posti e un soggiorno-bar, al quale ne fu aggiunto un secondo nel 1968 eliminando due sale poltrone.
Le unità erano dotate di due stive prodiere con una capacità complessiva di 990 m³. A prua era poi presente un garage con una capienza di 32 automobili, che potevano essere caricate con l'impiego di due portelloni laterali e scivoli mobili; un ulteriore spazio per le automobili fu poi ricavato a poppa, in coperta. La propulsione era assicurata da due eliche quadripala a passo variabile, ciascuna mossa da un motore nove cilindri Diesel a due tempi 9 cilindri FIAT C 609 TS, direttamente collegato all'asse. Anche l'impiego di motori a due tempi fu una novità rispetto alle navi precedenti, sui quali erano montati motori a quattro tempi connessi agli assi delle eliche con dei giunti elettromagnetici. I motori sviluppavano ciascuno una potenza di 6 300 cavalli, garantendo una velocità di crociera di 19,5 nodi; questo permise di ridurre i tempi della traversata Civitavecchia - Olbia da otto a sette ore.

## Servizio
La Città di Napoli fu impostata il 15 giugno 1960 sugli scali del cantiere navale di Castellammare di Stabia, scendendo per la prima volta in acqua il 12 novembre 1961. Dopo le prove in mare, fu consegnata alla Tirrenia il 24 luglio 1962. La gemella Città di Nuoro fu invece impostata, nel cantiere navale di Ancona, il 25 giugno del 1960. Il varo si svolse il 16 giugno 1962, mentre la consegna avvenne il 4 agosto 1962.
Entrambe le navi furono subito destinate alla Civitavecchia - Olbia, linea per la quale erano state progettate. Nel 1978, in seguito all'entrata in servizio delle nuove unità della classe Poeta Deledda e Verga, entrambe le navi vennero messe in disarmo. Città di Napoli e Città di Nuoro alternarono da questo momento dei lunghi periodi di disarmo a sporadici rientri in servizio, soprattutto nel periodo di alta stagione. Tutte e due le navi vennero utilizzate, tra 1980 e 1981, come alloggio per gli sfollati del Terremoto dell'Irpinia del 1980. Nel 1984 la Città di Napoli e la Città di Nuoro furono utilizzate per brevissimo tempo su un collegamento tra Cagliari e Sant'Antioco, prolungamento della linea Civitavecchia - Cagliari Dal dicembre 1985 al marzo 1986 le due navi furono impiegate per alloggiare i cittadini di Napoli sfollati in seguito all'esplosione del deposito Agip.
Nel 1988, dopo alcuni anni di disarmo a Palermo, Città di Napoli e Città di Nuoro furono vendute alla Bulkitalia di Genova per la demolizione.

## Unità della classe
| Nome            | Immagine | Cantiere                | Varo             | Entrata in servizio | Rotta principale      | Destino finale                  |
| --------------- | -------- | ----------------------- | ---------------- | ------------------- | --------------------- | ------------------------------- |
| Città di Napoli |          | Castellammare di Stabia | 12 novembre 1961 | luglio 1962         | Civitavecchia - Olbia | demolita presso Genova nel 1988 |
| Città di Nuoro  |          | Ancona                  | 16 giugno 1962   | agosto 1962         | Civitavecchia - Olbia | demolita presso Genova nel 1988 |

## Origine dei nomi
I nomi sono dedicati alle due città italiane Napoli (Campania) e Nuoro (Sardegna). Il nome Città di Napoli era già appartenuto a un'altra unità della flotta Tirrenia, affondata durante la Seconda Guerra mondiale.